# یولاندا (خواننده)
یولاندا (به انگلیسی: Iolanda) با نام کامل یولاندا کاستا (به انگلیسی: Iolanda Costa) (زاده ۴ نوامبر ۱۹۹۴) خواننده و ترانه‌سرا پرتغالی است.
او نماینده پرتغال در یوروویژن ۲۰۲۴ بود.